# Parekura Horomia
Parekura Tureia Horomia (9 de noviembre de 1950 - 29 de abril de 2013[1]) fue un  político del Partido Laborista de Nueva Zelanda que se desempeñó como Ministro de Asuntos Maoríes entre 2000 y 2008.[2]

## Primeros años
Horomia nació en Tolaga Bay. Era de ascendencia Ngāti Porou, Te Aitanga Hauiti, Ngāti Kahungunu y Ngāi Tahu. Tenía siete hermanos y hermanas. En su niñez, solía caminar cinco kilómetros sin zapatos a la escuela y de vuelta a casa.[3]
En su juventud, trabajó como obrero y luego como impresor en la industria periodística. Más tarde, Horomia participó en los planes de trabajo de la Costa Este del Departamento de Trabajo y fue designado para puestos de supervisión, donde ascendió hasta gerente general del Grupo de Empleo Comunitario en 1992.[cita requerida] Paralelamente, comenzó a asumir una serie de puestos destacados en organizaciones comunitarias maoríes.[cita requerida] En 1990, Horomia recibió la Medalla Conmemorativa de Nueva Zelanda 1990 . [4]

## Miembro del Parlamento
| Año       | Período | Circunscripción | Posición en partido | Partido   |
| --------- | ------- | --------------- | ------------------- | --------- |
| 1999-2002 | 46      | Ikaroa-Rāwhiti  | 25                  | Laborista |
| 2002-2005 | 47      | Ikaroa-Rāwhiti  | 5                   | Laborista |
| 2005-2008 | 48      | Ikaroa-Rāwhiti  | 5                   | Laborista |
| 2008-2011 | 49      | Ikaroa-Rāwhiti  | 5                   | Laborista |
| 2011-2013 | 50      | Ikaroa-Rāwhiti  | 6                   | Laborista |

En las elecciones de 1999, Horomia se presentó como candidato del Partido Laborista para la circunscipción de Ikaroa-Rāwhiti, circunscripción maorí de la costa este de la Isla Norte, que se extiende desde Gisborne hasta Upper Hutt. Derrotó a Derek Fox, figura prominente de la política maorí, que se presentaba como candidato independiente.[1]
En el nuevo gobierno laborista formado después de esa elección, Horomia pasó a ser ministro fuera del gabinete, circunstancias en la que se desempeñó como ministro asociado de Asuntos Maoríes, ministro asociado de Desarrollo Económico, ministro asociado de Empleo y ministro asociado de Educación. En 2000, Dover Samuels se vio obligado a dimitir como Ministro de Asuntos Maoríes después de que se formularan acusaciones penales en su contra, tras lo cual se nombró a Horomia en su reemplazo. Aunque Samuels fue absuelto, se determinó que Horomia conservara la cartera de Asuntos Maoríes.
El Partido Laborista fue derrotado en las elecciones generales de 2008, pero Horomia retuvo su escaño, tras aumentar su mayoría en aproximadamente 1.600 votos. Esto ocurrió a pesar del desafío presentado por el conocido locutor Derek Fox. 

## Logros
Horomia desempeñó un papel importante en la creación de la televisión maorí y en la expansión de la radio iwi en Nueva Zelanda. La ex primera ministra Helen Clark señaló que ella había confiado muchas veces en el conocimiento de Horomia acerca de los maoríes y Māoritanga, y que sus aportes fueron fundamentales para la legislación sobre costas y fondos marinos, que el Partido Laborista aprobó en 2004 mientras era ministro. Después de que el controvertido proyecto de ley fuera promulgado, la ministra adjunta de Asuntos Maoríes, Tariana Turia, abandonó el Partido Laborista para formar el Partido Maorí. La ley fue derogada por el Gobierno del partido Nacional en 2011. [7]

## Fallecimiento
Horomia sufrió de sobrepeso durante gran parte de su vida. Se refirió a su lucha por mejorar su salud y trató de perder peso en distintas ocasiones. En 2004, se sometió a una dieta pública para animar a otros a hacer lo mismo. Falleció en su casa el 29 de abril de 2013 a la edad de 62 años.   Como Horomia era parlamentario elegido, el 29 de junio de 2013 se llevó a cabo una elección especial para elegir a un sustituto. 
Tras su muerte, los homenajes provinieron no sólo de sus colegas parlamentarios laboristas, sino también del gobierno del partido Nacional .  El líder laborista, David Shearer, acortó un viaje a Washington para asistir a su funeral y declaró que Horomia tenía "una ética de trabajo increíble, viajaba a todas partes del país. Fue aceptado en casi todos los marae del país, era increíblemente estimado. Tenía un corazón enorme y trabajaba tan mucho por su gente". 
Su tangi fue celebrado a la semana siguiente y el funeral tuvo lugar el 4 de mayo de ese año. 